# Marsyangdi
Der Marsyangdi (Nepali: मर्स्याङ्दी, marsyāṅdī) ist ein Fluss in Zentral-Nepal.
Er hat eine Länge von etwa 150 km, entspringt im Nordosten des Annapurna-Massives in einer Höhe von ca. 3600 m mit den beiden Quellflüssen Khangsar Khola und Thorong Khola (auch Jharsang Khola) und mündet bei Mugling in die Trishuli. Der Fluss fließt um die Ostseite des Annapurna-Massives durch die Distrikte Manang und Lamjung und trennt dieses vom Manaslu-Massiv. Dem Tal des Marsyangi folgt ein Teil des Annapurna-Rundweges (Annapurna Circuit) als auch des Manaslu-Rundweges (Manaslu Circuit).
Die größte Ortschaft am Marsyangdi ist Besisahar (780 m). Weitere bekannte Orte sind Manang (3550 m), Pisang (3300 m) und Chame (2700 m).

## Wasserkraft
Am Unterlauf des Marsyangdi bei Ambukhaireni (348 m ⊙) wurde 1990 ein 89-MW-Wasserkraftwerk gebaut. Das Wasser wird aufgestaut und über einen Stollen dem Turbinenwerk (280 m ⊙) 13 km flussabwärts zugeleitet, wodurch dem Fluss in der Trockenzeit (September bis Juni) auf dieser Strecke fast das ganze Wasser entzogen wird.
Ein zweites Kraftwerk (Middle Marsyangdi HEP; 70 MW) entstand 2009 am Mittellauf ca. 6 km südlich von Besisahar (610 m), das nach dem gleichen Prinzip arbeitet; der Einlauf befindet sich 7,7 km flussabwärts (534 m ⊙). Das Kraftwerk muss häufig abgeschaltet werden, da der Fluss in der Trockenzeit nicht genug Wasser führt.
Ein drittes Kraftwerk (Upper Marsyangdi-2 HEP; Laufwasserkraftwerk mit 600 MW) entsteht zurzeit an der Grenze der Distrikte Manang und Lamjung. Das Projekt soll 2016 fertiggestellt werden. Es umfasst einen 145 m langen und 31 m hohen Erdschüttdamm (⊙). Das Bemessungshochwasser beträgt 4066 m³/s. Ein 9,2 km langer Triebwasserstollen mit einem Durchmesser von 6 m leitet das Wasser zum Kraftwerk (4 Einheiten zu je 150 MW). Die Fallhöhe beträgt 627,67 m.

## Freizeit
Der Marsyangdi zählt zu den bekannteren Flüssen für Wildwasserflussabfahrten (Kajak und Rafting) mit Schwierigkeitsgraden von 4+ bis 5-.